# Louis Dumont (homme politique)
Pour les articles homonymes, voir Dumont et Louis Dumont (homonymie).
Louis Eugène Dumont, né le 23 décembre 1867 à Boffres (Ardèche) et décédé le 22 février 1936 à Paris, est un homme politique français.

## Biographie
Commis des ponts et chaussées, puis journaliste, il est un militant radical de longue date, fidèle partisan de Maurice-Louis Faure. En 1904, il est élu conseiller général à Valence, puis député de la Drôme de 1906 à 1910, inscrit au groupe radical-socialiste.
Il est sous-préfet à Avranches dans le département de la Manche en 1919, puis reprend sa carrière de journaliste à Troyes, Rouen et finalement à Paris.

## Sources et références

### Sources
- « Louis Dumont », dans le Dictionnaire des parlementaires français (1889-1940), sous la direction de Jean Jolly, PUF, 1960 [détail de l’édition]